# 와카야마 845
와카야마 845(わかやま845)은 NHK 와카야마 방송국에서 제작해 방송되고 있는 뉴스 프로그램이다. 방송시간은 월 ~ 금 저녁 8시 45분이다.